# Piennes
 Piennes  es una comuna y población de Francia, en la región de Lorena, departamento de Meurthe y Mosela, en el distrito de Briey y cantón de Audun-le-Roman.
Está integrada en la Communauté de communes du Bassin de Landres .

## Demografía[3]
| 127 | 146 | 169 | 3 313 | 1 767 | 3 872 | 4 077 | 3 416 | 3 353 | 3 836 | 4 244 | 3 559 | 3 032 | 2 751 | 2 388 | 2 416 | 2428 |
| Para los censos de 1962 a 1999 la población legal corresponde a la población sin duplicidades (Fuente: INSEE [Consultar]) |     |     |       |       |       |       |       |       |       |       |       |       |       |       |       |      |

Según el censo de 1999, su aglomeración urbana –que también incluye Joudreville y Landres- incluía 4.415 habitantes.

## Historia
Entre 1811 y 1910 formó parte de la comuna de Landres.